# Fichten
Die Fichten (Picea) bilden die einzige Gattung der Unterfamilie Piceoideae innerhalb der Pflanzenfamilie der Kieferngewächse (Pinaceae). Die einzige in Mitteleuropa heimische Art ist die Gemeine Fichte (Picea abies), die wegen ihrer schuppigen, rotbraunen Rinde in manchen Regionen auch als „Rottanne“ bezeichnet wird. Bisher sind 50 Arten der Gattung Picea beschrieben worden.

## Beschreibung und Ökologie

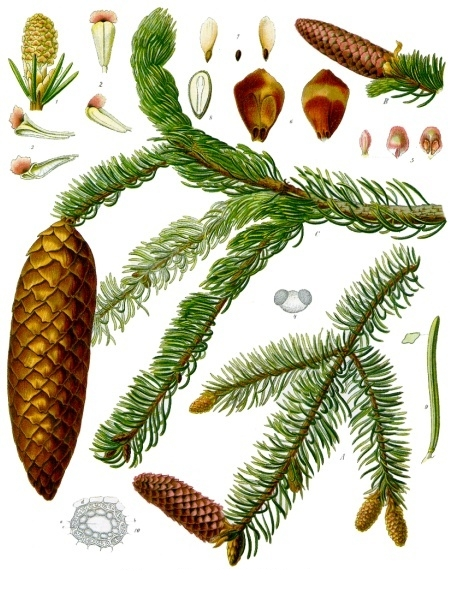
Illustration aus Koehler 1887 der Gemeinen Fichte (Picea abies)

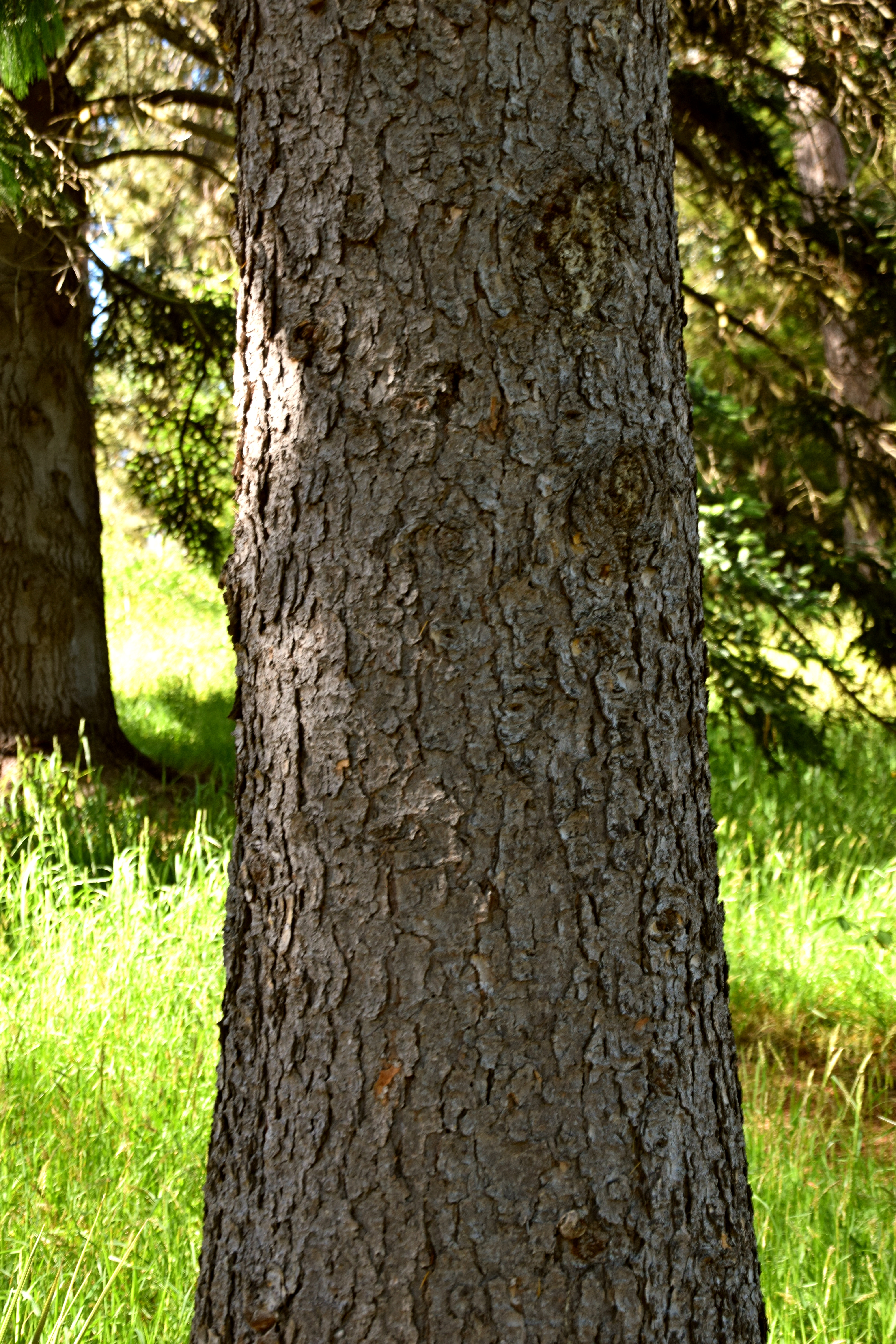
Stamm mit Borke der Himalaja-Fichte (Picea smithiana)

### Erscheinungsbild und Merkmale
Picea-Arten sind immergrüne und einstämmige Bäume. Sie erreichen in der Regel Wuchshöhen von etwa 30 bis 50 Metern, in Ausnahmefällen über 80 Metern, wie etwa Picea sitchensis. Die Baumkrone ist kegelförmig bis walzlich. Der Stammdurchmesser beträgt bis zu 1 Metern, maximal bis 2,5 Metern; bei einzelnen Arten treten Extremwerte von bis zu 4 Metern auf. Ein strauchförmiger Wuchs kommt nur unter besonderen Standortsbedingungen oder bei Mutanten vor.
Für alle Picea-Arten charakteristisch ist eine monopodiale, akroton (an den oberen bzw. äußeren Knospen) geförderte Verzweigung. Dies führt zu einem etagenartigen Kronenaufbau und einer spitzwipfeligen Krone. Die Seitensprosse erster Ordnung stehen in Astquirlen in scheinquirliger Anordnung und bilden so einzelne „Stockwerke“.
Fichten können mehrere hundert Jahre alt werden, so erreicht beispielsweise die Gemeine Fichte (Picea abies) ein Lebensalter von bis zu 300 Jahren. Mit zunehmendem Alter tritt vermehrt proventive Triebbildung auf: An älteren Zweigen treiben schlafende Knospen aus. Bei älteren Bäumen können diese einen wesentlichen Teil der Zweige und Nadelmasse der Krone aufbauen.
Kronenform und Sprosssystem variieren je nach Umweltbedingungen und sind zum Teil auch genetisch bedingt.
Beim Verzweigungstyp unterscheidet man mehrere Formen:
- Bei der Plattenfichte sind auch die Seitensprosse höherer Ordnung horizontal angeordnet, so dass die Etagen einzelne „Platten“ bilden (besonders bei Picea pungens, Picea torano).
- Bei Kammfichten hängen die Seitensprosse ab der zweiten Ordnung wie ein Vorhang lang herab (zum Beispiel besonders bei Picea breweriana, Picea smithiana).
- Bürstenfichten sind eine Zwischenform, bei der die Seitenzweige nach allen Seiten abstehen.

Jungfichten weisen meist eine plattige Verzweigung auf. Die Kammform stellt sich meist erst ab 30 Jahren ein.
Schmalkronigkeit, wie sie bei den sogenannten „Spitzfichten“ auftritt, kann wie bei Picea omorika artspezifisch, also genetisch fixiert sein. Sie kann aber auch bei spezifischen Ökotypen oder Mutanten („Spindelfichten“) auftreten. Meistens ist sie jedoch eine Standortmodifikation („Walzenfichten“) unter hochmontan-subalpinen oder boreal-subarktischen Klimabedingungen. Diese Modifikation tritt auch bei der in Mitteleuropa heimischen Gemeinen Fichte (Picea abies) auf.
Sämlinge besitzen meist vier bis neun (bis zu 15) Keimblätter (Kotyledonen).

### Zweige und Knospen
Junge Zweige besitzen feine Furchen. Diese befinden sich zwischen erhabenen Rücken, die durch die Abfolge der „Blattpolster“ (Pulvini) gebildet werden. Diese Blattpolster werden entweder als Achsenprotuberanzen oder als Blattgrund gedeutet. Sie enden nach oben in einem stielähnlichen Fortsatz. Dieser Fortsatz („Nadelstielchen“) ist rindenfarbig und steht vom Zweig ab, wodurch dieser raspelartig aussieht. Dem Nadelstielchen sitzt die eigentliche Nadel auf. Diese beiden Merkmale – Furchen und abstehende Nadelstielchen – sind für die Gattung Picea spezifisch.
Knospen sind vielfach ei- bis kegelförmig. Sie sind je nach Art mehr oder weniger stark verharzt. Die Knospenmerkmale sind für die jeweilige Art charakteristisch. Blütenknospen und die in den basalen Teilen auftretenden Proventivknospen weichen jedoch oft von diesen artcharakteristischen Merkmalen ab.

### Nadeln

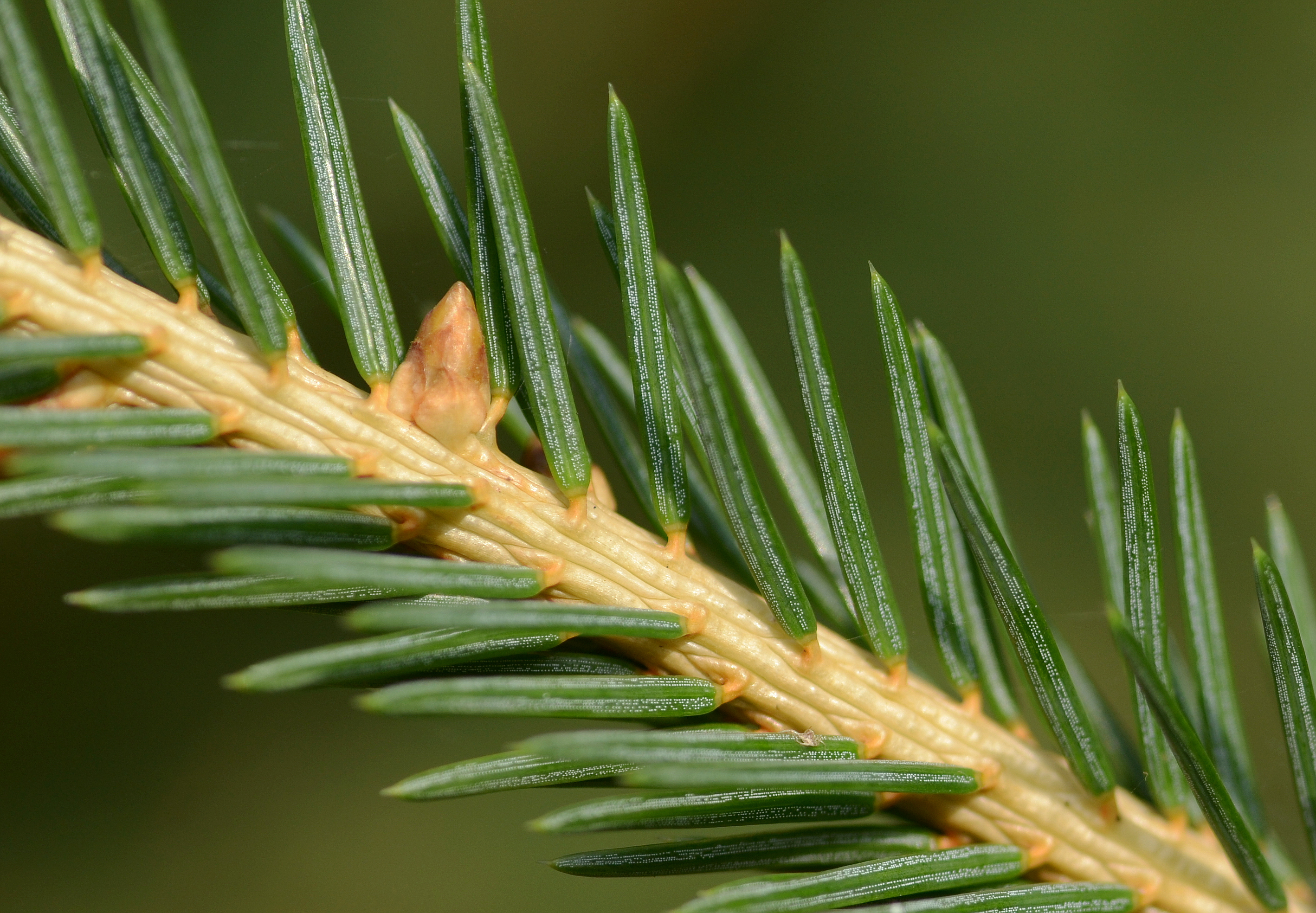
Fichtennadeln sitzen auf kleinen verholzten Stielen

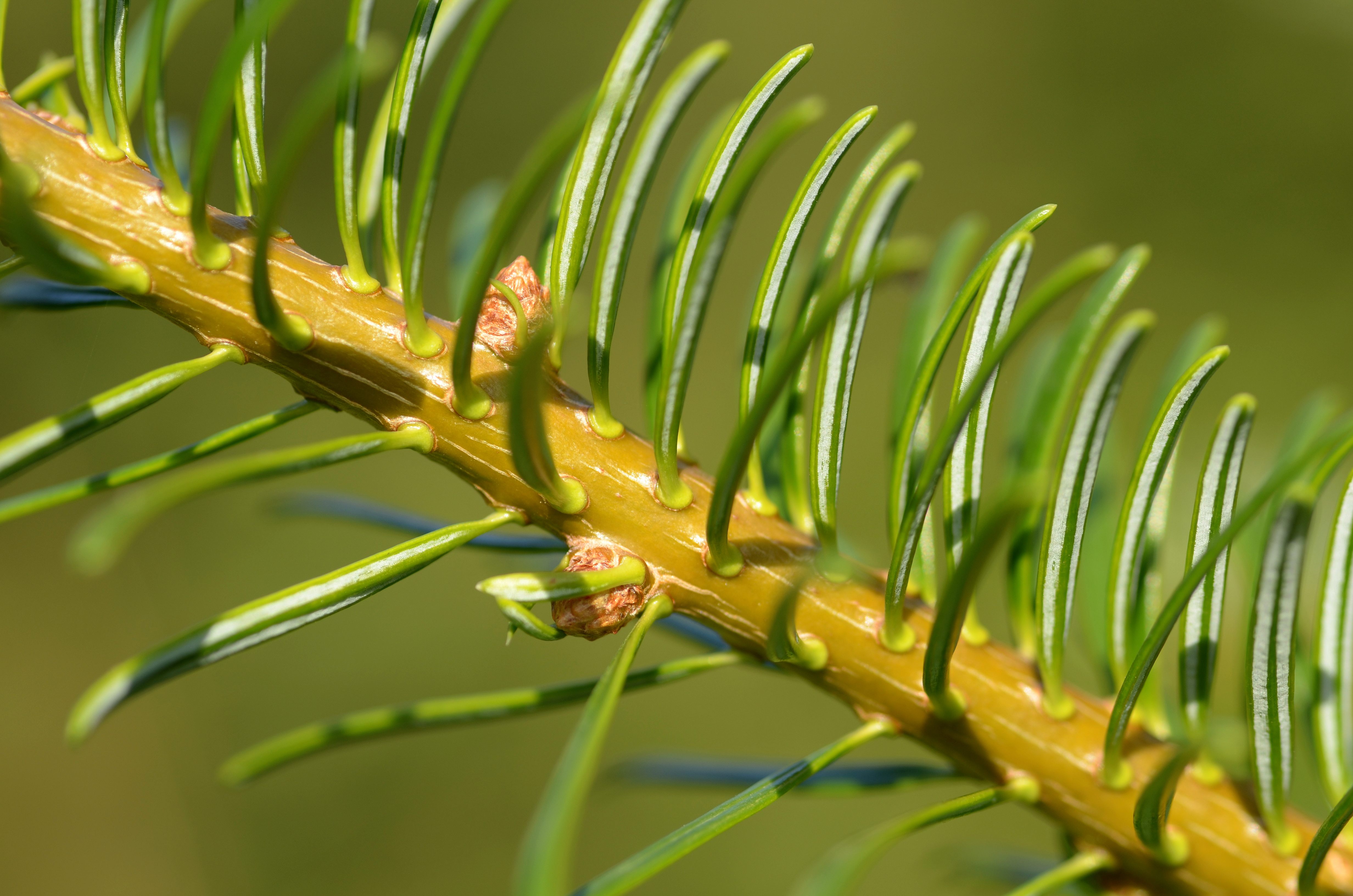
Tannennadeln sitzen direkt auf dem Zweig

Picea-Arten besitzen die für Koniferen typischen immergrünen, nadelförmigen Blätter, die in der Regel einen recht xeromorphen Bau aufweisen. Die Nadeln sind vom rindenfarbenen „Nadelstielchen“ (Blattkissen) durch eine Trennschicht abgegrenzt. Hier löst sich die Nadel nach dem Absterben ab: Die Nadel schrumpft an der Kontaktfläche aufgrund von Wasserverlust, das verholzte Blattkissen hingegen nicht. Im Normalfall bleiben die Nadeln sechs bis 13 Jahre auf den Zweigen, bei Stress fallen sie eher ab.
Die Morphologie und Anatomie der Nadeln sind wesentliche Merkmale für die Unterscheidung der einzelnen Fichtenarten: Nadelquerschnitt, Mesophyllstruktur, Anordnung der Spaltöffnungen (Stomata) und der Harzkanäle.
Die Nadeln der einzelnen Arten entsprechen in der Regel einem von folgenden zwei Typen:
- äquifazial/amphistomatisch: die Nadeln sind im Querschnitt mehr oder weniger viereckig, etwa so hoch wie breit oder sogar höher. Die Stomata sind allseitig verteilt, die Nadeln allseitig gleich gefärbt.
- invers-dorsiventral/epistomatisch: die Nadeln sind dorsiventral abgeflacht, breiter als hoch. Auf der Blattunterseite fehlen die Stomatalinien und sind nur auf der Oberseite als weiße Streifen sichtbar. Die Nadeln sind daher zweifarbig.

Bei den Seitenzweigen der Picea-Arten sind die Oberseiten der Nadeln jedoch nach unten gerichtet, sodass die weißen Streifen scheinbar auf den Nadelunterseiten stehen.
Die Nadeln sind meist 1 bis 2 Zentimeter lang und spitz oder zugespitzt, bei manchen Arten sogar scharf und stechend (zum Beispiel Picea pungens).
Die Nadeln sind an den Zweigen spiralig angeordnet. Dennoch gibt es artspezifische Unterschiede, wie die Nadeln an den horizontal wachsenden (plagiotropen) Seitenzweigen angeordnet sind: Sie können ringsum vom Zweig abstehen wie etwa bei Picea asperata und Picea pungens, oder an der Zweigunterseite streng (Picea glehnii) oder schwach (Picea schrenkiana) gescheitelt sein.

### Blüten, Zapfen und Samen

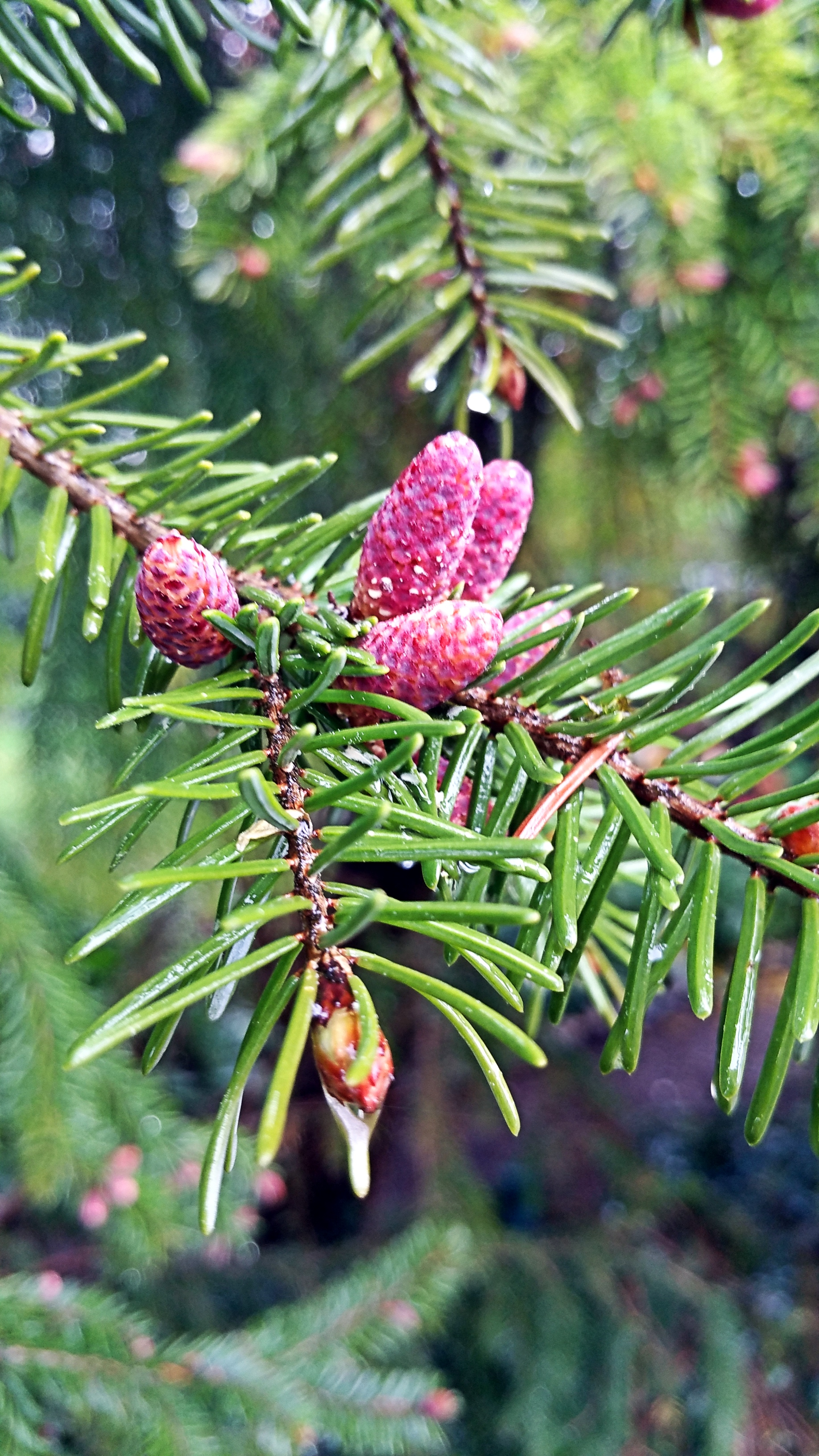
Junge Fichtenzapfen, Anfang Mai
Länge: etwa 15 Millimeter

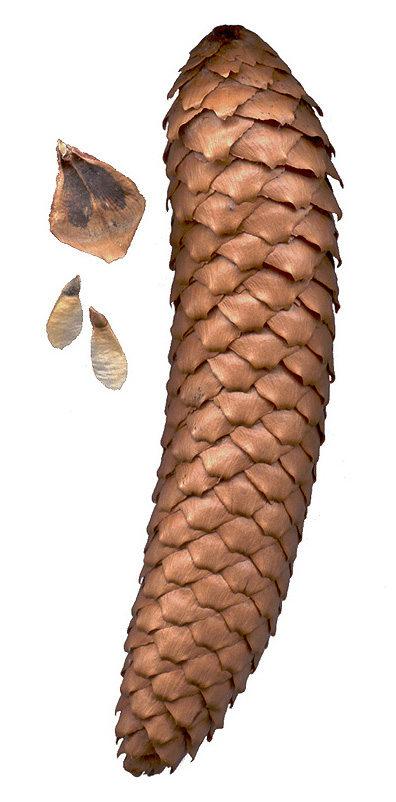
Zapfen und Samen der Gemeinen Fichte

Picea-Arten sind einhäusig getrenntgeschlechtig (monözisch), das heißt, es gibt weibliche und männliche Blütenorgane getrennt voneinander an einem Baum. Nur ausnahmsweise kommen auch zweigeschlechtige Blüten bzw. Blütenstände vor. Die Blütenstände werden an vorjährigen Seitensprossen gebildet. Blühreife tritt im Alter von 10 bis 40 Jahren ein. Die Blütezeit findet im Zeitraum April bis Juni statt.
Die männlichen Blüten stehen einzeln, sind länglich-eiförmig und 1 bis 2 Zentimeter lang. Anfangs sind sie purpurn bis rosa, zur Reife gelb. Die Pollenkörner haben zwei Luftsäcke. Die Bestäubung erfolgt durch den Wind (Anemophilie).
Die weiblichen Blütenzapfen entstehen meist aus endständigen Knospen. Sie sind zunächst aufrecht, krümmen sich jedoch nach der Befruchtung nach unten. Unreife Zapfen sind grün, rot bis dunkelblau und schwarzviolett gefärbt. Bei manchen Arten gibt es sogar einen Farbdimorphismus, der mit einem Selektionsvorteil rot/purpurn gefärbter Zapfen in alpinen/borealen Gebieten erklärt wird. Die Zapfen reifen zwischen August und Dezember und sind dann meist braun, eiförmig bis zylindrisch. Der Samen fällt zwischen August und Winter, teilweise erst im nächsten Frühjahr aus, wird also durch den Wind verbreitet. Danach werden die Zapfen als Ganzes abgeworfen. Die Zapfen sind 2 bis 20 Zentimeter lang. Die Deckschuppen sind immer kürzer als die Samenschuppen und deshalb am Zapfen nicht sichtbar.
Die Samen sind mit einer Länge von 3 bis 6 Millimetern relativ klein. Fertile Samen sind dunkelbraun bis schwarz, unfruchtbare Samen sind heller. Ihre Flügel sind hell, gelb- oder rosa-braun und etwa 6 bis 15 Millimeter lang.

## Verbreitung und Standortbedingungen

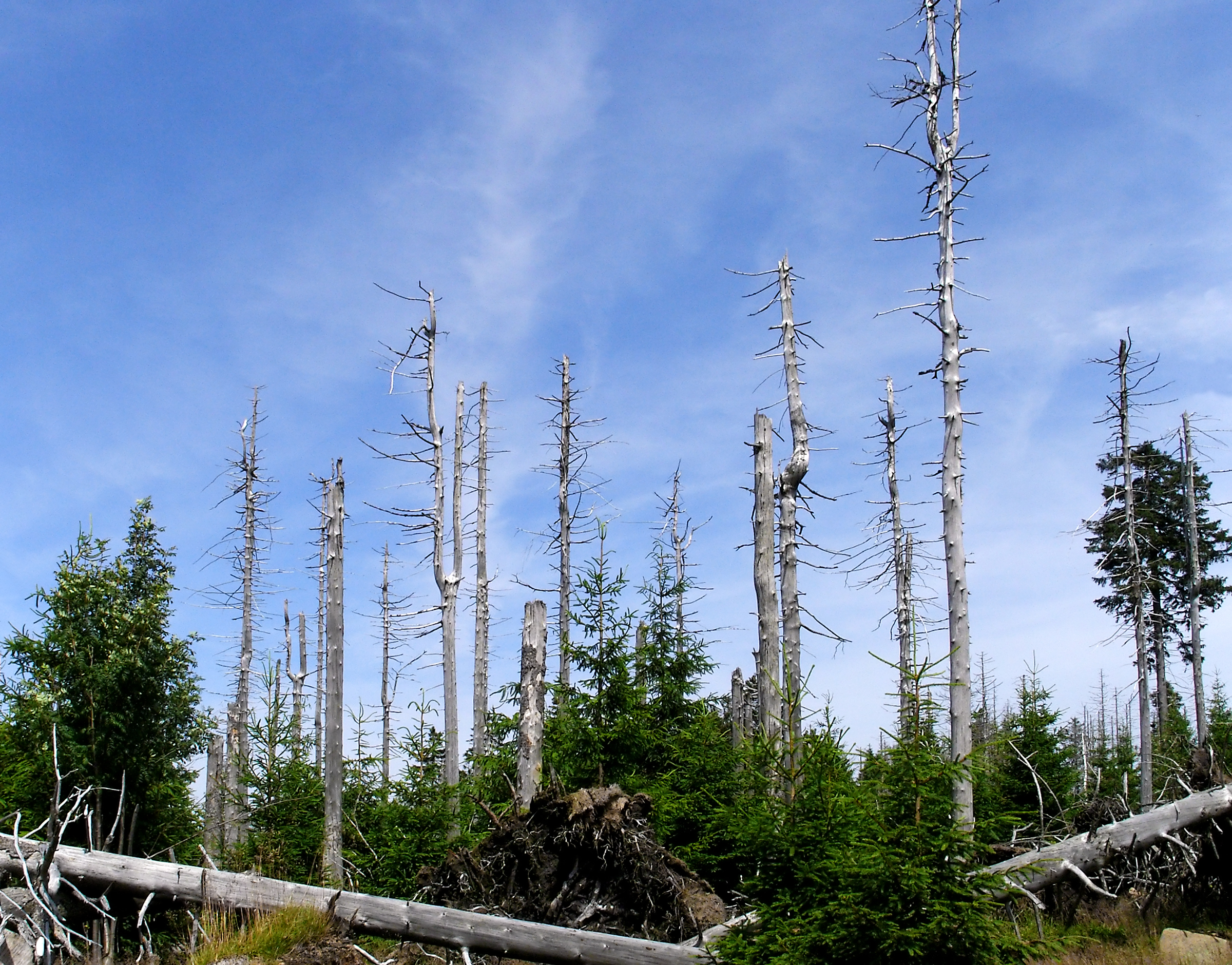
Abgestorbener Bestand der Gemeinen Fichte und nachwachsender Bestand im Nationalpark Harz nach der Borkenkäfer-Kalamität

Die Gattung Picea ist holarktisch verbreitet. Nur in Mexiko und auf Taiwan reicht ihr Verbreitungsgebiet bis zum nördlichen Wendekreis. Verschiedene Picea-Arten sind bestandsbildend in der borealen Nadelwaldzone und in der Nadelwaldstufe vieler Gebirge in den klimatisch temperaten, submeridionalen und meridionalen Teilen Eurasiens und Nordamerikas. In Nordamerika kommen etwa sieben Arten vor; eine Art ist dort ein Neophyt.
Viele der asiatischen Arten sind in den Gebirgen der submeridionalen und meridionalen Zonen vertreten. Hier finden sich etliche Endemiten mit eng umrissenen Arealen.
In China und Zentralasien kommen mehrere Arten in den kontinentalen Gebirgen im östlichen Tibet sowie Turkestan vor. Sie bilden ein pflanzengeographisches Bindeglied zur Sibirischen Fichte (Picea obovata), deren Areal von Ostsibirien und der Mongolei bis westlich des Urals reicht. Westlich davon schließt die in Europa heimische Gemeine Fichte an.
Die Parallelarten zur Picea obovata in Nordamerika sind Picea glauca und Picea mariana, die ebenfalls einen breiten Waldgürtel in der borealen Zone bilden.
In den Rocky Mountains sind einige kontinental verbreitete Arten heimisch, etwa Picea engelmannii und Picea chihuahuana, die bis Mexiko reicht. Ozeanisch verbreitete Arten gibt es in Nordamerika nur zwei (Picea breweriana und Picea rubens).
Picea-Arten sind generell anspruchslos bei der Nährstoffversorgung. Die ozeanisch verbreiteten Arten brauchen aber feuchte und zugleich gut durchlüftete Böden. Staunässe wird von Picea-Arten nicht vertragen.
2008 wurde unter einer heute als Old Tjikko bekannten Fichte in der Provinz Dalarna in Schweden Wurzelholz gefunden, das auf ein Alter von 9.550 Jahre datiert wurde und genetisch identisch mit dem darüber wachsenden Baum sein soll.

## Nutzung

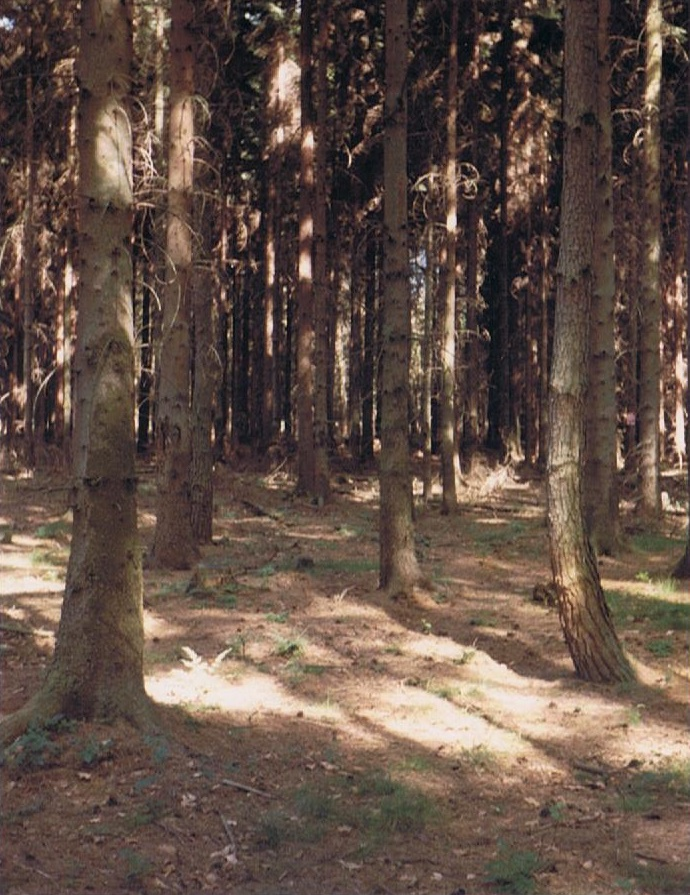
Fichtenreinbestand. Der Boden ist mit Nadelstreu bedeckt

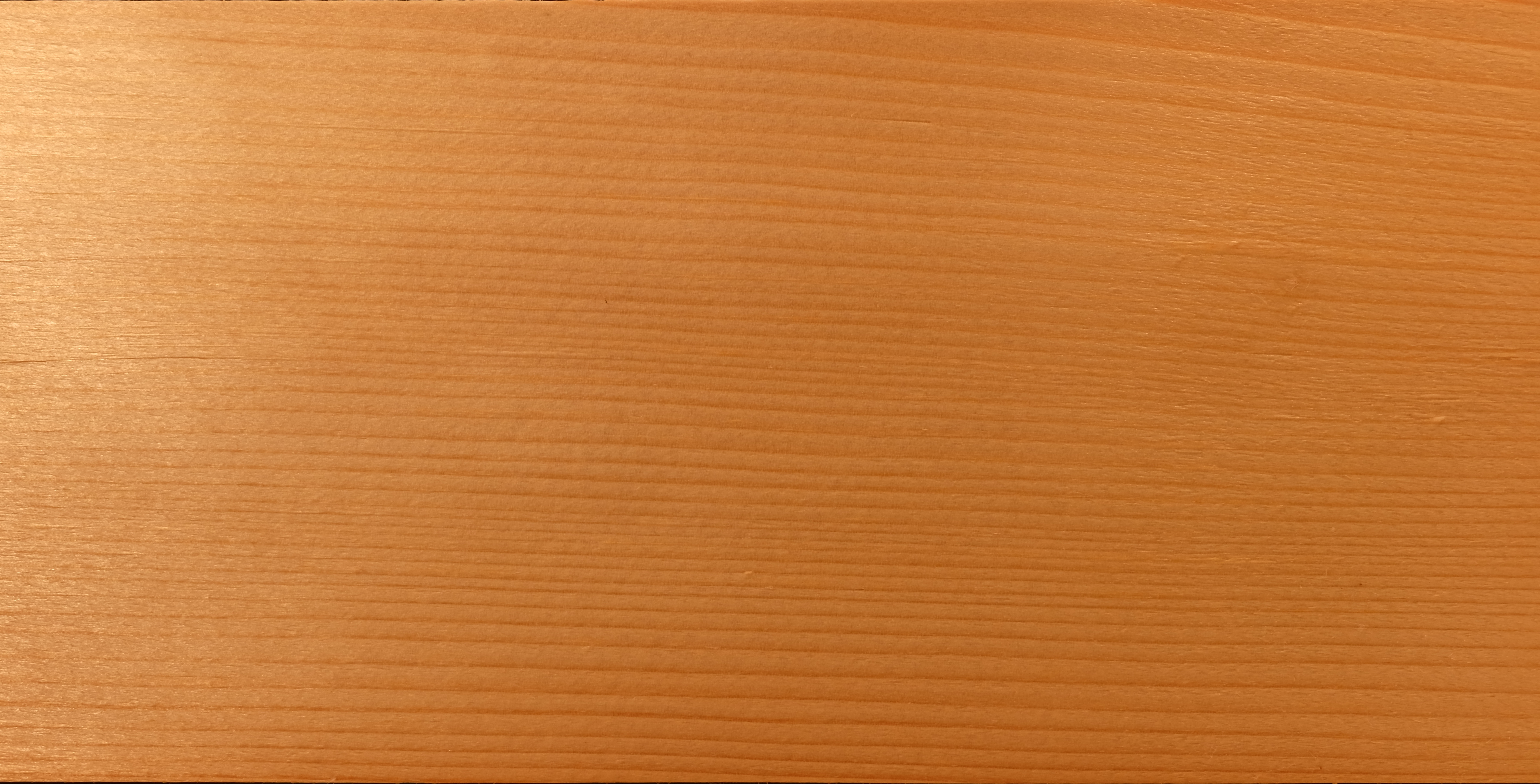
Holz der Fichte

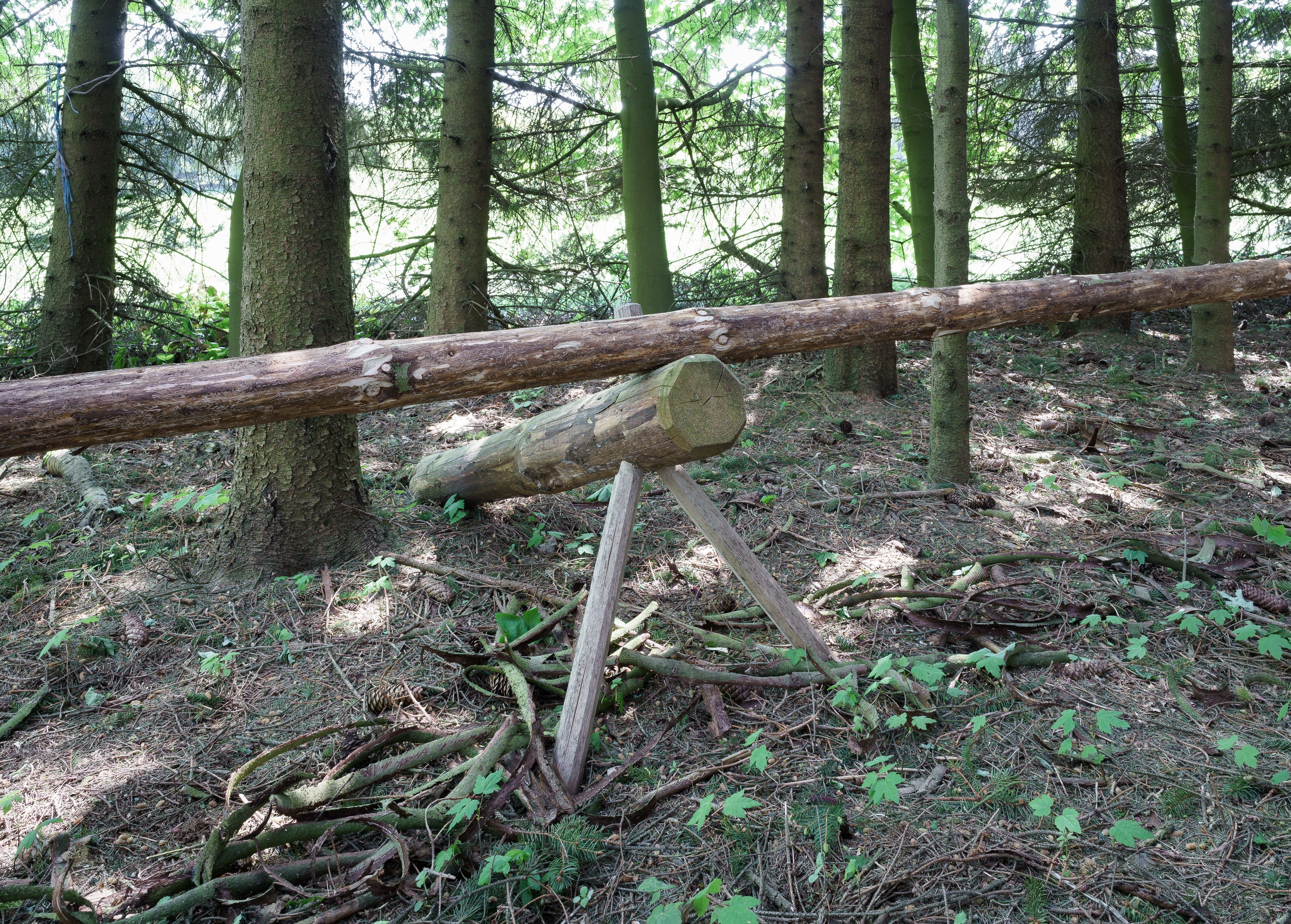
Manuell entrindeter Stamm einer Fichte zum Schutz vor Borkenkäfern

Fichten zählen auf der Nordhalbkugel zu den wichtigsten forstwirtschaftlich genutzten Baumarten. Nur in Resten werden noch Naturwälder genutzt, meist sind es bewirtschaftete oder künstlich geschaffene Monokulturen. In Mitteleuropa ist die Gemeine Fichte der Brotbaum der Forstwirtschaft. Ausschlaggebend sind hier wie auch bei den anderen Arten der gerade Wuchs, das rasche Wachstum, die geringen Ansprüche an den Standort und die gute Verwendbarkeit des Holzes. Die Fichte liebt eher kühle Lagen, wie z. B. die Bergregionen. Durch die flache Wurzel ist sie anfällig für Trockenschäden.
Im Zuge der globalen Erwärmung und des dadurch vielerorts trockeneren Waldbodens ist ein Teil der Fichten geschwächt, von Borkenkäfern befallen und/oder bereits abgestorben. Fichten sind gegen Borkenkäfer anfälliger als andere Nadelbäume, weil ihre Rinde relativ dünn ist und weil sie wenig(er) Harz haben.
Fichtenholz wird vor allem genutzt zur Papier- und Zellstoffherstellung, als Bauholz, als Möbelholz und als Brennholz. Als Schnittholz wird Fichtenholz in der Regel gemeinsam mit Tannenholz als Mischsortiment Fichte/Tanne gehandelt und verwendet. Fichtenstämme werden zu Rundholz, Schnittholz (Bretter und Brettschichthölzer) und als Furnierholz verarbeitet. 
Es ist das wichtigste Holz für die Herstellung von Holzwerkstoffen wie Sperrholz, Leimholz, Spanplatten und Faserplatten.
Gleichmäßig gewachsene Stämme aus dem Hochgebirge werden zu Brettern gesägt, aus denen man Resonanzböden von Tasteninstrumenten und Resonanzdecken von Streichinstrumenten und Zupfinstrumenten herstellt.
Fichtenwälder in Steillagen können talwärts liegende Flächen vor Lawinen und Steinschlag schützen (→ Schutzwald).

Einige Arten werden auch als Ziergehölze in Parks und Gärten gepflanzt und als Weihnachtsbäume verwendet.

## Namensherkunft
Das Wort picea wurde von den Römern im Sinne von ‚harzhaltiges Holz: Fichte‘ verwendet (Vergil, Aeneis. 6,180), aber auch, wenn die Gemeine Kiefer gemeint war (Plinius der Ältere, Naturalis historia 16,40ff.). Es ist eine Substantivierung des Adjektivs piceus ‚pech-, harzhaltig‘, das zu pix, Genitiv picis, gehört, ‚Pech‘, ‚Harz‘. Dieses wird auf die indogermanische Wurzel *pik- ‚Pech‘, ‚Harz‘ zurückgeführt. Dieser Wurzel nahe steht die Wurzel *pit- ‚Fichte‘.
Beide Wurzeln werden meist mit den indogermanischen Wörtern für ‚Fett‘, ‚Saft‘, ‚Trank‘ in Verbindung gebracht. Es ist jedoch auch eine Verbindung mit *(s)pik-, *(s)pit- ‚spitz‘, ‚stechend‘ denkbar.

## Evolution und Systematik

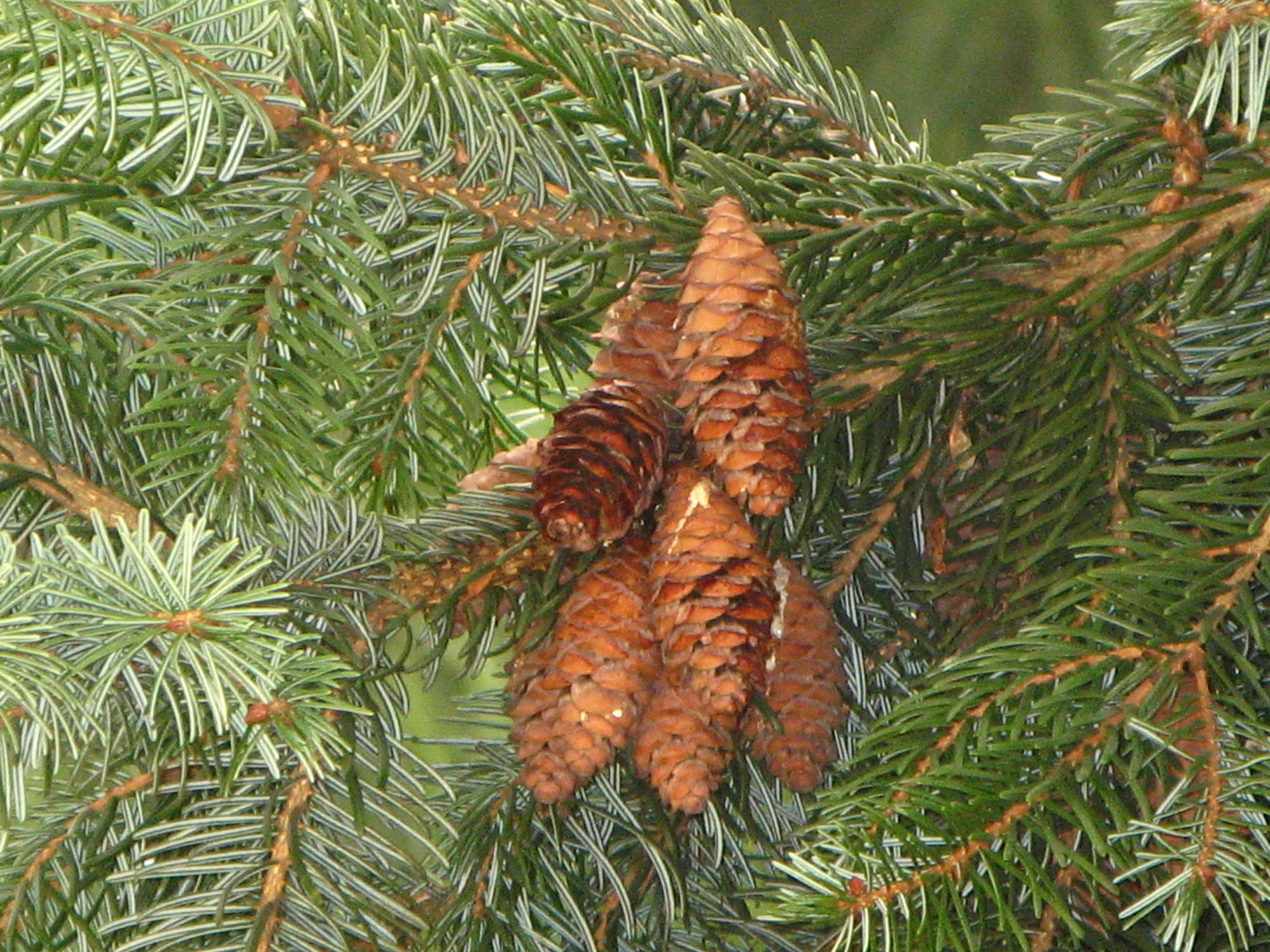
Sektion Omorikae: Serbische Fichte (Picea omorika)

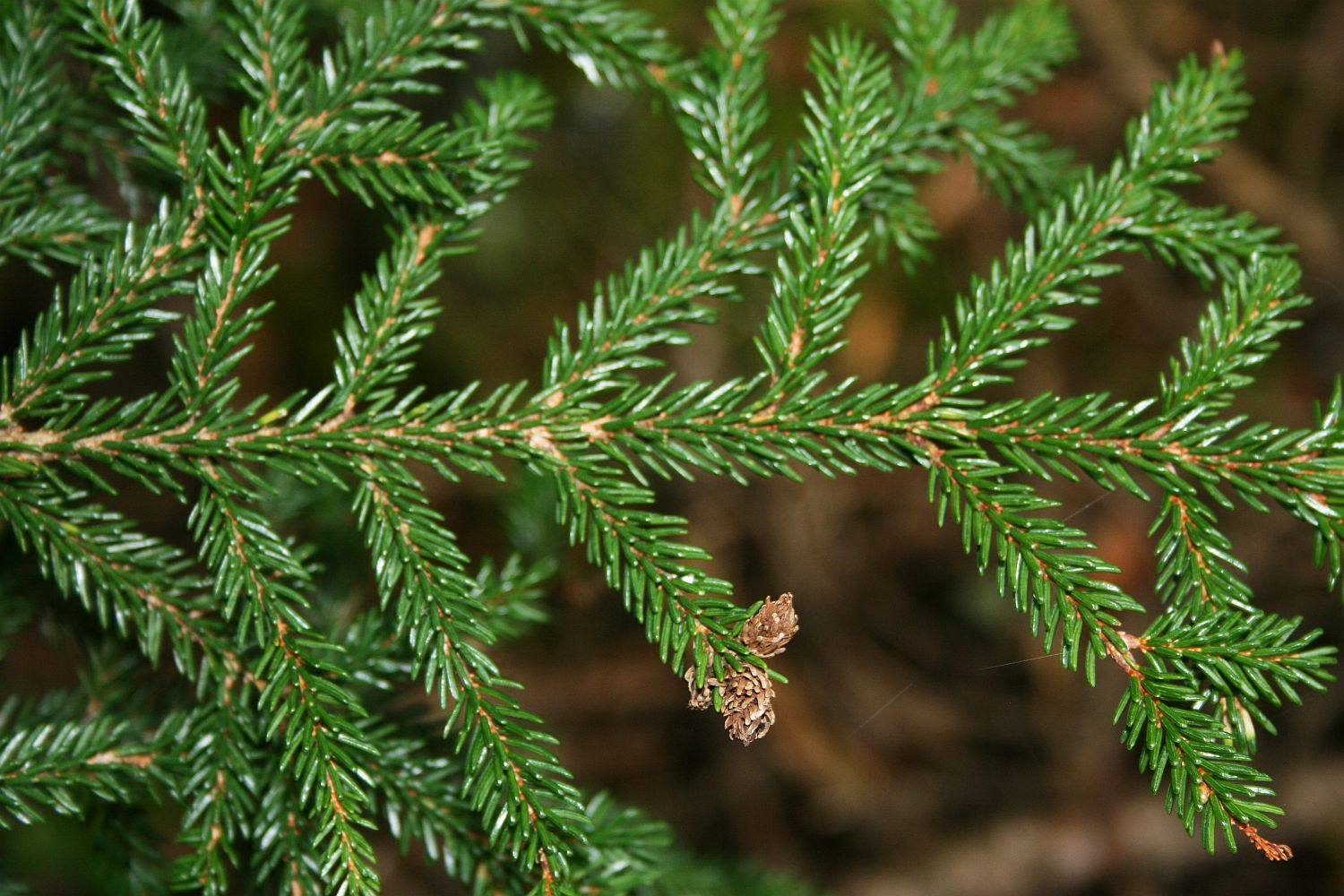
Sektion Picea Serie Orientales: Kaukasus-Fichte (Picea orientalis)

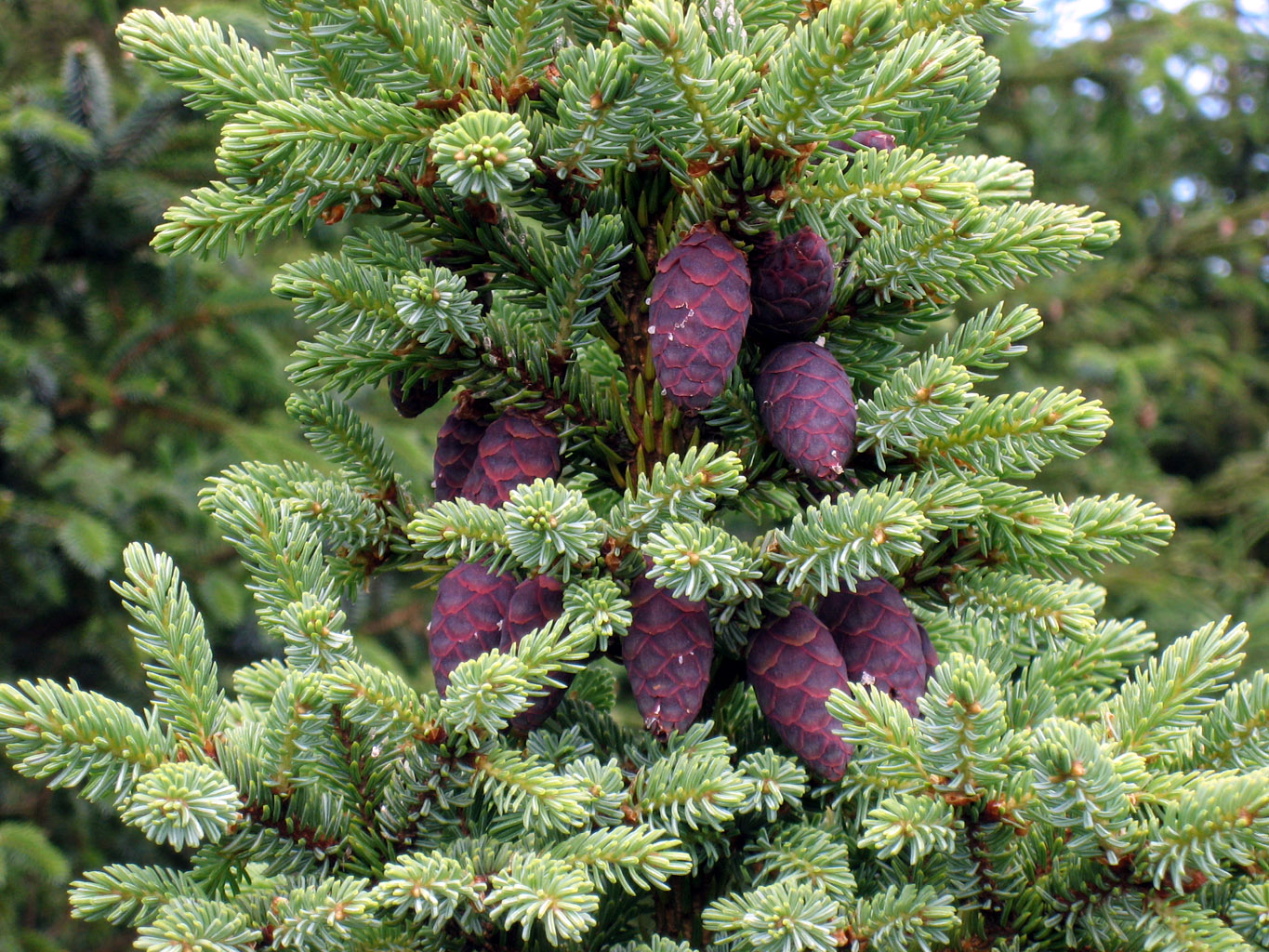
Sektion Picea Serie Rubentes: Schwarz-Fichte (Picea mariana)

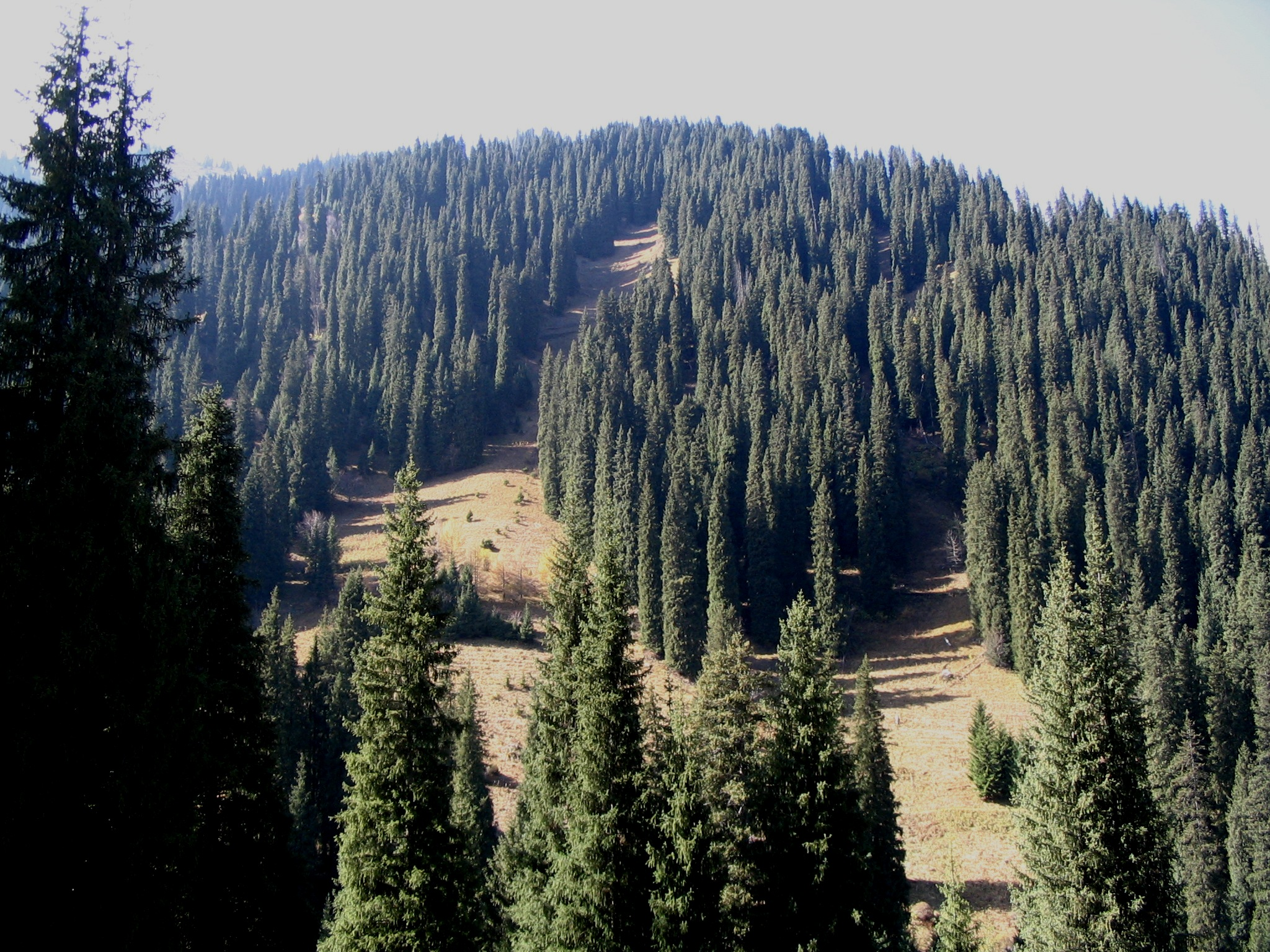
Sektion Picea Serie Smithianae: Schrenks Fichte (Picea schrenkiana)

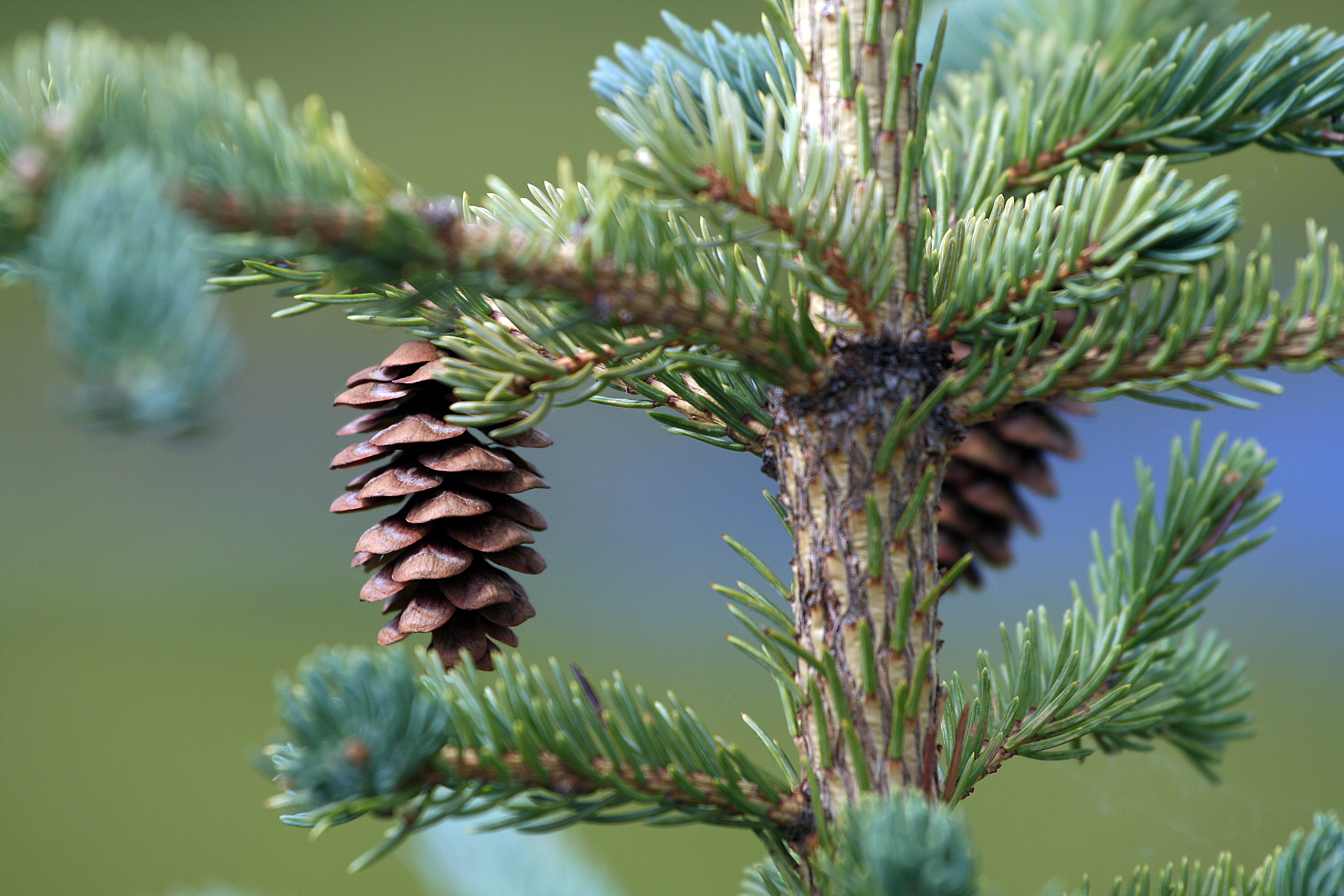
Sektion Picea Serie Glaucae: Weiß-Fichte (Picea glauca)

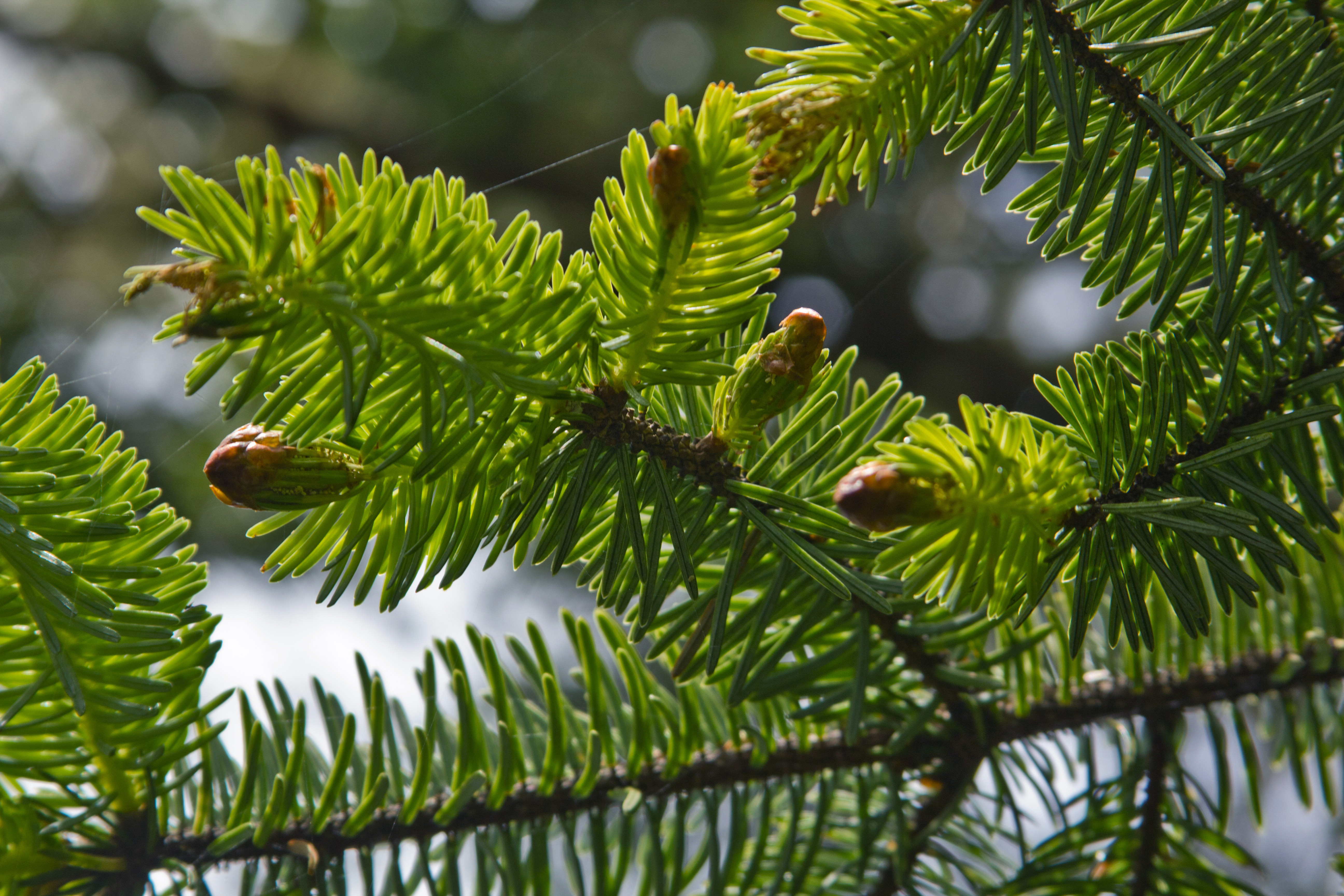
Untergattung Casicta Sektion Sitcha Serie Ajanenses: Sitka-Fichte (Picea sitchensis)

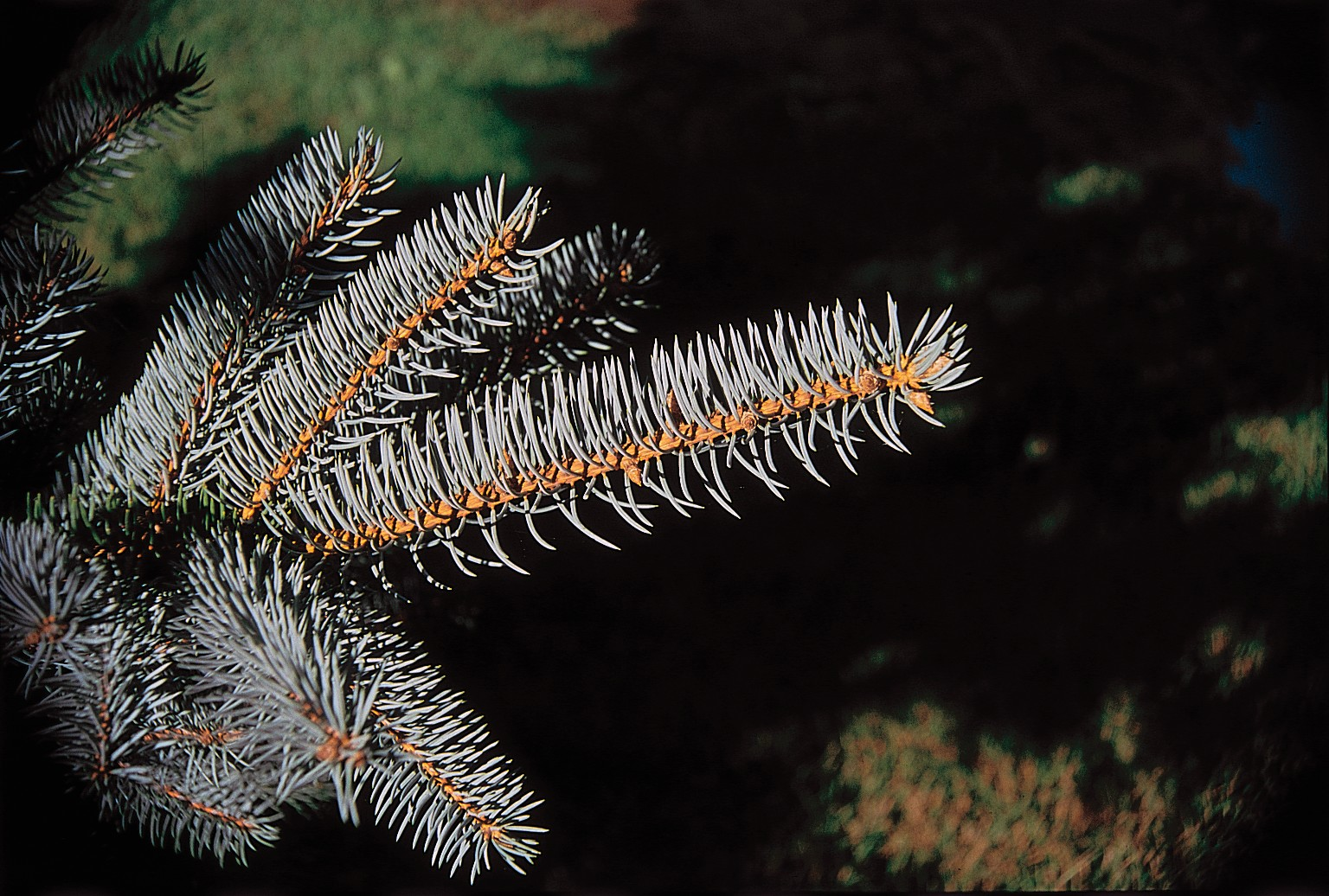
Untergattung Casicta Sektion Pungentes: Blau-Fichte (Picea pungens)

Fossile und molekularbiologische Daten deuten darauf hin, dass die Gattung Picea in Nordamerika entstand. Die ältesten Fossilien (Pollen) stammen aus dem Paläozän Montanas (USA). Aus dem Eozän sind viele Zapfenfossilien bekannt, allerdings nur aus Nordamerika. Die frühesten Fossilien Asiens stammen aus dem Oligozän, Europas aus dem Pliozän. Über die Bering-Route dürfte die Gattung in ein oder zwei Wellen nach Asien und von da weiter nach Europa gelangt sein. Der Ursprung der Gattung liegt vermutlich in der späten Kreide oder im frühen Tertiär.
Die Gattung Picea bildet alleine die Unterfamilie Piceoideae. Die Monophylie der Gattung ist bislang unbestritten. Die nächsten Verwandten innerhalb der Familie sind die Gattungen Cathaya und Pinus.
Die Systematik innerhalb der Gattung wird klassischerweise primär auf der Basis von Zapfenmerkmalen, sekundär von Nadelmerkmalen aufgestellt. Eine weitgehend anerkannte Systematik stammt von Schmidt 1989; auf ihr basiert die hier angeführte Systematik in der Fassung von Schmidt 2004. Auch Aljos Farjon folgte 1990 dieser Gliederung, wenngleich er die Taxa unterhalb der Gattung eine Stufe niedriger ansetzte. 
Arbeiten (Ran et al. 2006) auf molekularbiologischer Basis stellten diese auf morphologischer Grundlage entwickelte Systematik berechtigt in Zweifel, machten aber keine neuen Vorschläge für eine phylogenetische Systematik.
Nach der Systematik von Schmidt 2004 gibt es 35 Arten. Andere Autoren geben 28 bis 56 Arten an:
- Untergattung Picea (Morinda-Zapfen):
  - Sektion Omorika:
    - Sargent-Fichte (Picea brachytyla (Franch.) E.Pritz.)
    - Siskiyou-Fichte (Picea breweriana S.Watson): Sie gedeiht in montanen bis subalpinen Wäldern in Höhenlagen von 1000 bis 2300 Metern nur in den Siskiyou-Bergen in den westlichen US-Bundesstaaten Kalifornien sowie Oregon.[14]
    - Picea farreri C.N.Page & Rushforth
    - Serbische Fichte (Picea omorika (Pančić) Purk.)
    - Sikkim-Fichte (Picea spinulosa (Griff.) A.Henry)

- - Sektion Picea:
    - Untersektion Marianae A.E.Murray:
      - Serie Orientales T.S.Liu:
        - Kaukasus-Fichte (Picea orientalis (L.) Link)

      - Serie Rubentes A.E.Murray:
        - Sachalin-Fichte (Picea glehnii (F.Schmidt) Mast.)
        - Schwarz-Fichte (Picea mariana (Mill.) Britton)[14]
        - Amerikanische Rot-Fichte (Picea rubens Sarg.)[14]

    - Untersektion Picea
      - Serie Politae A.E.Murray:
        - Alcocks-Fichte (Picea alcoquiana (Veitch ex Lindl.) Carrière, Syn.: Picea bicolor hort. ex Beissn.)
        - Maximowiczs Fichte (Picea maximowiczii Regel ex Mast.)
        - Tigerschwanz-Fichte (Picea torano (Siebold ex K.Koch) Koehne, Syn.: Abies torano Siebold ex K.Koch, Abies polita Siebold et Zucc. nom. illeg., Pinus polita (Siebold et Zucc.) Antoine, Picea polita (Siebold et Zucc.) Carrière): Der Name Picea polita wird zwar relativ oft verwendet, ist aber nicht gültig veröffentlicht. Sie gedeiht im Gebirge in Höhenlagen von meist 600 bis 1700 (400 bis 1850) Metern auf Böden über Vulkangestein auf japanischen Inseln: von der pazifischen Seite des zentralen Honshū (westlich der Präfektur Fukushima), auf Shikoku sowie Kyūshū. Sie wird in China kultiviert.[2][15]

      - Serie Smithianae A.E.Murray:
        - Taiwan-Fichte (Picea morrisonicola Hayata)
        - Schrenks Fichte (Picea schrenkiana Fisch. & C.A.Mey.)
        - Himalaja-Fichte (Picea smithiana (Wall.) Boiss.)
        - Wilsons Fichte (Picea wilsonii Mast.)

      - Serie Asperatae A.E.Murray:
        - Picea asperata agg.
          - Borsten-Fichte (Picea asperata Mast.)
          - Picea aurantiaca Mast.
          - Picea crassifolia Kom.
          - Picea meyeri Rehder & E.H.Wilson
          - Picea neoveitchii Mast.
          - Picea retroflexa Mast.

        - Chihuahua-Fichte (Picea chihuahuana Martínez)

      - Serie Picea:
        - Picea koraiensis Nakai
        - Koyama-Fichte (Picea koyamae Shiras.)
        - Sibirische Fichte (Picea obovata Ledeb.)
        - Gemeine Fichte (Picea abies (L.) H.Karst.)

      - Serie Glaucae Bobrov:
        - Weiß-Fichte (Picea glauca (Moench) Voss)[14]
- Untergattung Casicta (Mayr) A.E.Murray (Casicta-Zapfentyp):
  - Sektion Sitcha A.E.Murray:
    - Serie Ajanenses Bobrov:
      - Ajan-Fichte (Picea jezoensis (Siebold & Zucc.) Carrière)
      - Sitka-Fichte (Picea sitchensis (Bong.) Carrière)[14]

    - Serie Likiangenses A.E.Murray:
      - Picea likiangensis agg.
        - Likiang-Fichte (Picea likiangensis (Franch.) E.Pritz.)
        - Picea linzhiensis (W.C.Cheng & L.K.Fu) Rushforth
        - Purpur-Fichte (Picea purpurea Mast.)

  - Sektion Pungentes Bobrov:
    - Engelmann-Fichte (Picea engelmannii Parry ex Engelm.): Es gibt zwei Varietäten:[14]
      - Picea engelmannii Engelm. var. engelmannii (Syn.: Picea glauca subsp. engelmannii (Engelm.) T.M.C.Taylor, Picea columbiana Lemmon, Picea engelmannii var. glabra Goodman): Sie gedeiht in montanen bis subalpinen Wäldern in Höhenlagen von 1000 bis 3000 Metern von den kanadischen Provinzen Alberta sowie British Columbia über die US-Bundesstaaten Arizona, Kalifornien, Colorado, Idaho, Montana, Nevada, New Mexico, Oregon, Utah, Washington, Wyoming bis Mexiko.[14]
      - Picea engelmannii var. mexicana (Martínez) Silba (Syn.: Picea mexicana Martínez, Picea engelmannii subsp. mexicana (Martínez) P.A.Schmidt, Picea engelmannii subsp. mohinorsensis (Silba) Silba, Picea engelmannii var. mohinorsensis Silba): Sie kommt nur in den mexikanischen Bundesstaaten südliches Chihuahua sowie Nuevo León vor.

    - Stech-Fichte (Picea pungens Engelm., Syn.: Picea parryana Sargent): Sie gedeiht in mittleren montanen Wäldern in Höhenlagen von 1800 bis 3000 Metern in den US-Bundesstaaten Arizona, Colorado, Idaho, New Mexico, Utah sowie Wyoming.[14]